# Griselda Hinojosa
María Griselda Hinojosa Flores (Copiapó, 20 de abril de 1875 – 1959) foi uma farmacêutica chilena. Foi a primeira mulher a praticar farmácia no país, depois de se formar na Universidade do Chile em 1889.

## Biografia
Griselda Hinojosa nasceu em Copiapó em 20 de abril de 1875, a quarta filha de Pablo Hinojosa e Mercedes Flores. Estudou na Escola Particular Feminina Rafael Valdés e no Liceu Feminino Copiapó.
Estudou farmácia na Universidade do Chile, graduando-se em 4 de dezembro de 1899 com o trabalho Contribución al estudio del Solanum Tomatillo (Natri). Fez parte do primeiro grupo de mulheres a obter diplomas universitários no Chile, após a promulgação do Decreto Amunátegui em 1877; dentre outras estavam as médicas Eloísa Díaz (1886) e Ernestina Pérez Barahona (1887) e as advogadas Matilde Throup (1892) e Matilde Brandau (1898).
Ela exerceu sua profissão na Botica y Droguería Copiapó até 1909, e na Farmacia Manuel Antonio Matta, localizada na Avenida Manuel Antonio Matta em Santiago, de propriedade de Hinojosa e seu marido.